# La discoteca italiana
La discoteca italiana è un singolo del cantante italiano Fabio Rovazzi con la collaborazione della cantante italiana Orietta Berti, pubblicato il 9 giugno 2023.

## Descrizione
La canzone è scritta da Fabio Rovazzi stesso, da Jacopo Èt e da Gabry Ponte. Si vede anche la partecipazione della cantante italiana Orietta Berti. La canzone è stata etichettata dalla Universal Music Group.

## Promozione
Il singolo è stato presentato in anteprima prima il 5 giugno 2023 in giro per le strade di Milano con un furgoncino che permetteva di ascoltare un assaggio del ritornello e poi il 6 giugno dello stesso anno la canzone intera nel programma televisivo di Fiorello Viva Rai2!.

## Video musicale
Il video musicale è diretto dallo stesso Fabio Rovazzi e dal duo di registi italiani YouNuts!. Il video musicale vede la partecipazione speciale del trio comico Aldo, Giovanni e Giacomo, della conduttrice televisiva Diletta Leotta, dell'Orchestra Casadei e della influencer Valeria Vedovatti.

## Tracce
1. La discoteca italiana – 3:10